# Tomáš Matonoha
Tomáš Matonoha (ur. 13 marca 1971 w Brnie) – czeski aktor filmowy, teatralny i telewizyjny, a także prezenter.

## Życiorys
Ukończył studia w Akademii Sztuk Scenicznych im. Janáčka w Brnie. W 1994 roku został członkiem zespołu HaDivadlo. Od 2005 roku pracuje w Praskim Teatrze Rokoko.

## Filmografia
- 2001: Dzikie pszczoły
- 2004: Mistrzowie
- 2005: W koło Macieju
- 2008: Młode wino
- 2012: Polski film